# Z27 (駆逐艦)
Z27はドイツ海軍の駆逐艦。1936A型。

## 艦歴
1939年12月27日起工。1940年8月1日進水。1941年2月26日就役。
1941年9月、戦艦ティルピッツなどと共にオーランド海に展開する。11月、ノルウェーに進出。12月16日、Z27と駆逐艦Z23、Z24、Z25の4隻はキルケネスから出撃、翌17日に白海入り口でイギリスの掃海艇スピーディ、ハザードと交戦した。この戦闘ではハザードが損傷した。ドイツ側の損害はなし。同月、同じ4隻の駆逐艦は、イギリス軍の攻撃を受けたロフォーテン諸島の沖に展開した。1942年1月、ドイツに戻る。
1942年5月、トロンハイムへ向かう重巡洋艦リュッツオウの護衛に従事し、再びノルウェー北部に進出。6月、PQ17船団攻撃作戦に参加。10月、Z27と駆逐艦リヒャルト・バイツェン、フリードリヒ・エッコルト、Z30はカニン半島沖に機雷を敷設した。
11月5日、重巡洋艦アドミラル・ヒッパー、駆逐艦リヒャルト・バイツェン、フリードリヒ・エッコルト、Z30と共にバレンツ海へ出撃。目的は敵商船の攻撃。11月7日、Z27はソ連のトロール船SKR23/MussonとタンカーDondassを沈めた。5隻は11月9日に帰投。
12月ドイツに戻る。そして改修を受けた。
1943年9月、戦艦ティルピッツなどと共にスピッツベルゲン島攻撃に参加。同月、重巡洋艦リュッツオウをドイツまで護衛。
11月、フランスへ進出。12月封鎖突破船オゾルノの護衛に従事。続いて12月27日に封鎖突破船アルステルウーファーの護衛に出撃した。28日、駆逐艦Z23、Z24、Z27、Z32、Z37、水雷艇T22、T23、T24、T25、T26、T27からなるドイツ艦隊はイギリスの軽巡洋艦エンタープライズとグラスゴーに迎撃され、Z27は水雷艇T26、T27と共に撃沈された。